# Norges U/19-håndboldlandshold (damer)
Norges U/19-20 håndboldlandshold for damer har vundet både verdensmesterskab og europamesterskab på kvindesiden.

## Resultater

### Medaljeoversigt
| Turnering     | 1 | 2 | 3 | Total |
| ------------- | - | - | - | ----- |
| VM i håndbold | 1 | 2 | 2 | 5     |
| EM i håndbold | 1 | 0 | 2 | 3     |
| Total         | 2 | 2 | 4 | 8     |

### U/19-VM-resultater
- 1977: 7.-plads
- 1979: 7.-plads
- 1981: Kvalificerede sig ikke
- 1983: 9.-plads
- 1985: 5.-plads
- 1987: 8.-plads
- 1989: Kvalificerede sig ikke
- 1991: Kvalificerede sig ikke
- 1993: Kvalificerede sig ikke
- 1995:  Bronze
- 1997: 4.-plads
- 1999: 7.-plads
- 2001: 6.-plads
- 2003:  Bronze
- 2005:  Sølv
- 2008: Kvalificerede sig ikke
- 2010:  Guld
- 2012: 8.-plads
- 2014: 9.-plads
- 2016: 5.-plads
- 2018:  Sølv

### U/19-EM-resultater
- 1996: 4.-plads
- 1998: 9.-plads
- 2000: 10.-plads
- 2002: Kvalificerede sig ikke
- 2004:  Bronze
- 2007: 12.-plads
- 2009:  Guld
- 2011: 12.-plads
- 2013: 4.-plads
- 2015: 6.-plads
- 2017: 7.-plads
- 2019:  Bronze